# Becky Hill
Rebecca Claire Hill, dite Becky Hill, née le 14 février 1994, est une chanteuse et auteur-compositrice britannique. Révélée dans la première saison de The Voice UK, elle parvient ensuite à se classer numéro 1 des charts britanniques avec Gecko (Overdrive), devenant la première candidate de The Voice à y parvenir.
Elle sort son premier album Get to Know en 2019, compilant ses précédents titres. Son second album et son premier en studio, Only Honest on the Weekend, sort en 2021.

## Biographie
Becky Hill commence sa carrière musicale à 14 ans au sein du groupe Shaking Trees, qui participe au Nozstock Festival of Performing Arts. En 2012, elle participe à la première saison de The Voice UK. Elle interprète la chanson Ordinary People de John Legend, et rejoint l'équipe de Jessie J. Elle est finalement éliminée lors des demi-finales.
En 2013, elle participe au titre Afterglow de Wilkinson qui atteint la 8e place de l'UK Singles Chart, bien qu'elle ne soit pas créditée. Elle participe également au titre Powerless de Rudimental. Elle collabore ensuite en 2014 avec Oliver Heldens pour le titre Gecko (Overdrive), consistant en une version vocale du titre instrumental Gecko. La chanson atteint la première place de l'UK Singles Chart, faisant de Becky Hill la première (et seule) candidate de The Voice UK à y parvenir. Elle sort en fin d'année son premier single solo, Losing, produit par MNEK, et qui atteint la 56e place de l'UK Singles Chart.
Le 27 septembre 2019, elle sort son premier album nommé Get to Know, publié sur le label Polydor. L'album consiste en une compilation de titres sortis entre 2013 et 2019. Elle annonce en 2021 la sortie de son premier album studio, nommé Only Honest on the Weekend.

## Discographie

### Albums studio
| Titre                      | Détails                                                                             | Positions | Positions | Positions | Positions | Positions | Certifications |
| Titre                      | Détails                                                                             | R-U       | ÉCO       | É-U Dance | IRE       | NOR       | Certifications |
| -------------------------- | ----------------------------------------------------------------------------------- | --------- | --------- | --------- | --------- | --------- | -------------- |
| Only Honest on the Weekend | - Sorti: 27 Août 2021 - Label: Polydor - Formats: CD, LP, téléchargement, streaming | 7         | 6         | 25        | 18        | 18        | - BPI: Gold    |

### Compilations
| Titre       | Détails                                                                                             | Positions | Positions | Positions | Positions | Certifications |
| Titre       | Détails                                                                                             | R-U       | É-U Dance | FRA       | IRE       | Certifications |
| ----------- | --------------------------------------------------------------------------------------------------- | --------- | --------- | --------- | --------- | -------------- |
| Get to Know | - Sorti: 27 Septembre 2019 - Label: Eko Music Ltd., Polydor - Format: CD, téléchargement, streaming | 20        | 15        | 173       | 14        | - BPI: Or      |

### Singles

#### Artiste principale
| Titre                                                                              | Année | Positions | Positions | Positions | Positions | Positions | Positions | Positions | Positions | Positions | Positions | Positions | Positions | Positions | Certifications                                                                        | Album                               |
| Titre                                                                              | Année | R-U       | ÉCO       | ALL       | AUT       | BEL (FL)  | BEL (WAL) | É-U Dance | FRA       | IRE       | NOR       | P-B       | SUE       | SUI       | Certifications                                                                        | Album                               |
| ---------------------------------------------------------------------------------- | ----- | --------- | --------- | --------- | --------- | --------- | --------- | --------- | --------- | --------- | --------- | --------- | --------- | --------- | ------------------------------------------------------------------------------------- | ----------------------------------- |
| Gecko (Overdrive) (avec Oliver Heldens)                                            | 2014  | 1         | 2         | 23        | 35        | —         | —         | 33        | —         | 30        | —         | 48        | 55        | 23        | - BPI: 2× Platine - BVMI: Platine                                                     | Get to Know                         |
| Caution to the Wind                                                                | 2014  | —         | —         | —         | —         | —         | —         | —         | —         | —         | —         | —         | —         | —         |                                                                                       |                                     |
| Losing                                                                             | 2014  | 56        | 60        | —         | —         | —         | —         | —         | —         | —         | —         | —         | —         | —         |                                                                                       |                                     |
| All My Love (avec Watermät & TAI)                                                  | 2015  | —         | 62        | —         | —         | —         | —         | —         | —         | —         | —         | —         | —         | —         |                                                                                       |                                     |
| Back to My Love (featuring Little Simz)                                            | 2016  | —         | —         | —         | —         | —         | —         | —         | —         | —         | —         | —         | —         | —         |                                                                                       | Eko                                 |
| Piece of Me (avec MK)                                                              | 2016  | 37        | 43        | —         | —         | —         | —         | 30        | —         | 53        | —         | —         | —         | —         | - BPI: Platine                                                                        | Get to Know                         |
| False Alarm (avec Matoma)                                                          | 2016  | 28        | 15        | —         | —         | 48        | —         | 16        | —         | 51        | 3         | —         | 11        | —         | - BPI: Platine - RIAA: Or                                                             | Get to Know                         |
| Warm                                                                               | 2016  | —         | —         | —         | —         | —         | —         | —         | —         | —         | —         | —         | —         | —         |                                                                                       | Eko                                 |
| Rude Love                                                                          | 2017  | —         | —         | —         | —         | —         | —         | —         | —         | —         | —         | —         | —         | —         |                                                                                       | Eko                                 |
| Unpredictable                                                                      | 2017  | —         | —         | —         | —         | —         | —         | —         | —         | —         | —         | —         | —         | —         |                                                                                       | Eko                                 |
| Sunrise In the East                                                                | 2018  | —         | —         | —         | —         | —         | —         | —         | —         | —         | —         | —         | —         | —         |                                                                                       | Get to Know                         |
| Back & Forth (avec MK & Jonas Blue)                                                | 2018  | 12        | 20        | —         | —         | —         | —         | 32        | —         | 11        | —         | —         | —         | —         | - BPI: Platine                                                                        | Get to Know                         |
| I Could Get Used to This (avec Weiss)                                              | 2019  | 45        | 35        | —         | —         | —         | —         | —         | —         | 30        | —         | —         | —         | —         | - BPI: Platine                                                                        | Get to Know                         |
| Wish You Well (avec Sigala)                                                        | 2019  | 8         | 5         | —         | —         | —         | —         | 32        | —         | 8         | —         | —         | —         | 64        | - BPI: Platine                                                                        | Get to Know                         |
| Lose Control (avec Meduza & Goodboys)                                              | 2019  | 11        | 14        | 30        | 53        | 6         | 8         | 4         | 53        | 7         | —         | 19        | 75        | 22        | - BPI: Platine - ARIA: 4× Platine - GLF: Platine - BVMI: Or - IFPI AUT: Or - RIAA: Or | Get to Know                         |
| Only You                                                                           | 2019  | —         | 94        | —         | —         | —         | —         | —         | —         | —         | —         | —         | —         | —         |                                                                                       | Christmas                           |
| Better Off Without You (avec Shift K3Y)                                            | 2020  | 14        | 6         | —         | —         | —         | —         | 46        | —         | 15        | —         | —         | —         | —         | - BPI: Platine - ARIA: Or                                                             | Only Honest on the Weekend          |
| Nothing Really Matters (avec Tiësto)                                               | 2020  | 76        | 80        | —         | —         | —         | —         | 24        | —         | —         | —         | 56        | —         | —         |                                                                                       | The London Sessions                 |
| Heaven on My Mind (avec Sigala)                                                    | 2020  | 14        | 13        | —         | —         | —         | —         | 46        | —         | 19        | —         | —         | —         | —         | - BPI: Platine                                                                        | Only Honest on the Weekend          |
| Space                                                                              | 2020  | 79        | —         | —         | —         | —         | —         | —         | —         | —         | —         | —         | —         | —         |                                                                                       | Only Honest on the Weekend (Deluxe) |
| Forever Young                                                                      | 2020  | 35        | —         | —         | —         | —         | —         | —         | —         | —         | —         | —         | —         | —         | - BPI: Argent                                                                         | Christmas                           |
| Wake Up with You (avec Bruno Martini & Magnificence)                               | 2021  | —         | —         | —         | —         | —         | —         | —         | —         | —         | —         | —         | —         | —         |                                                                                       | Original                            |
| Last Time                                                                          | 2021  | 39        | —         | —         | —         | —         | —         | —         | —         | 51        | —         | —         | —         | —         | - BPI: Argent                                                                         | Only Honest on the Weekend          |
| Remember (avec David Guetta)                                                       | 2021  | 3         | —         | —         | —         | —         | —         | 14        | —         | 3         | 5         | 6         | 51        | —         | - BPI: 2x Platine - ARIA: 2× Platine - GLF: 2× Platine - RIAA: Or                     | Only Honest on the Weekend          |
| My Heart Goes (La Di Da) (avec Topic)                                              | 2021  | 11        | —         | 87        | —         | —         | —         | 26        | —         | 6         | —         | —         | —         | —         | - BPI: Platine - ARIA: Platine                                                        | Only Honest on the Weekend          |
| Have Yourself a Merry Little Christmas                                             | 2021  | —         | —         | —         | —         | —         | —         | —         | —         | —         | —         | —         | —         | —         |                                                                                       | Christmas                           |
| Run (avec Galantis)                                                                | 2022  | 21        | —         | —         | —         | 45        | —         | 17        | —         | 36        | —         | 92        | —         | —         | - BPI: Argent                                                                         | Only Honest on the Weekend (Deluxe) |
| Crazy What Love Can Do (avec David Guetta & Ella Henderson)                        | 2022  | 5         | —         | 26        | 64        | 12        | 13        | 12        | 47        | 5         | —         | 13        | 57        | 29        | - BPI: Platine - BVMI: Or - IFPI AUT: Platine                                         | Only Honest on the Weekend (Deluxe) |
| You Got the Love (avec Pete Tong featuring Jules Buckley & The Heritage Orchestra) | 2022  | —         | —         | —         | —         | —         | —         | —         | —         | —         | —         | —         | —         | —         |                                                                                       |                                     |
| History (avec Joel Corry)                                                          | 2022  | 18        | —         | —         | —         | 29        | —         | —         | —         | 13        | —         | 84        | —         | —         | - BPI: Argent                                                                         | Only Honest on the Weekend (Deluxe) |
| Heaven                                                                             | 2023  | —         | —         | —         | —         | —         | —         | —         | —         | —         | —         | —         | —         | —         |                                                                                       |                                     |
| Side Effects (avec Lewis Thompson)                                                 | 2023  | 35        | —         | —         | —         | —         | —         | 20        | —         | 42        | —         | —         | —         | —         |                                                                                       |                                     |
| Disconnect (avec Chase and Status)                                                 | 2023  | 6         | —         | —         | —         | —         | —         | 34        | —         | 26        | —         | —         | —         | —         | - BPI: Or                                                                             |                                     |
| "—" signifie que le titre n'est pas sorti ou ne s'est pas classé dans le pays      |       |           |           |           |           |           |           |           |           |           |           |           |           |           |                                                                                       |                                     |

#### Artiste en featuring
| Titre                                                                                                   | Année | Positions | Positions | Positions | Certifications    | Album                                               |
| Titre                                                                                                   | Année | R-U       | ÉCO       | BEL (FL)  | Certifications    | Album                                               |
| --- | ----- | --------- | --------- | --------- | ----------------- | --------------------------------------------------- |
| Afterglow (Wilkinson featuring Becky Hill)                                                              | 2013  | 8         | 15        | —         | - BPI: 2x Platine | Lazers Not Included                                 |
| Powerless (Rudimental featuring Becky Hill)                                                             | 2014  | 73        | 90        | —         |                   | Home                                                |
| Kiss My (Uh Oh) (Girl Power remix) (Anne-Marie & Little Mix featuring Becky Hill & Raye & Stefflon Don) | 2021  | —         | —         | —         |                   |                                                     |
| Hold On (Netsky featuring Becky Hill)                                                                   | 2021  | —         | —         | 45        |                   | Second Nature / Only Honest on the Weekend (Deluxe) |
| Don't Know About You (B Live featuring Becky Hill & Jme)                                                | 2021  | —         | —         | —         |                   |                                                     |
| "—" signifie que le titre n'est pas sorti ou ne s'est pas classé dans le pays                           |       |           |           |           |                   |                                                     |